# Strassenbahn Lugano
Die Strassenbahn Lugano war eine Strassenbahn in Lugano im Schweizer Kanton Tessin, die zwischen 1896 und 1959 in Betrieb war. Sie war die erste mit Drehstrom betriebene Bahn in der Schweiz.

## Geschichte

### Versuchsbetrieb und Eröffnung

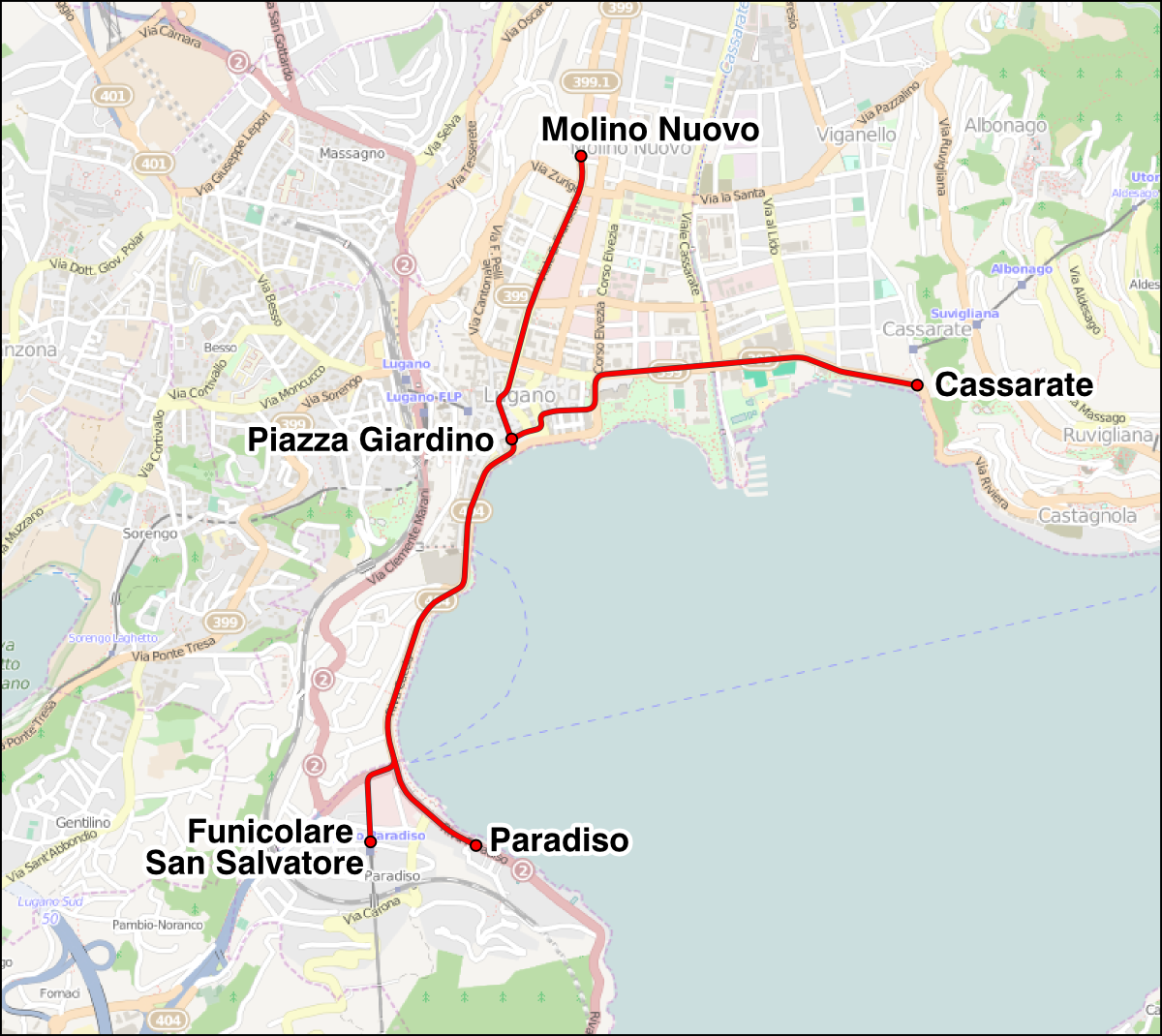
Das 4,6 Kilometer lange Netz der Strassenbahn Lugano bei der Eröffnung 1896.

Vor und nach der Jahrhundertwende herrschte ein unerbittlicher Streit um die Wahl des am besten geeigneten Bahnstromsystems. Brown, Boveri & Cie. (BBC) favorisierte das Drehstromsystem und konnte für die Strassenbahn Lugano die elektrotechnische Ausrüstung liefern. Abgesehen von Versuchsbetrieben war das Luganeser Tram die erste mit Drehstrom betriebene Bahn in Europa.
Von Dezember 1895 bis zur Betriebseröffnung führte BBC auf einem rund 2,5 Kilometer langen Teilstück der Strassenbahn Lugano Versuchsfahrten mit 350 Volt 40 Hertz Drehstrom durch. Bei den Probefahrten traten störende Beeinflussungen der auf über einem Kilometer parallel zur Tramstrecke verlaufenden Telefonleitung auf, die bis zur Betriebseröffnung auf ein erträgliches Mass verringert werden konnten.
Die 1894 gegründete private Aktiengesellschaft Società Luganese dei Tramways Elettrici nahm am 1. Juni 1896 den regulären Betrieb mit 400 Volt 40 Hertz Drehstrom auf. Die drei Linien führten von der Piazza Giardino im Stadtzentrum nach Cassarate, dem Luganersee entlang nach Paradiso (mit einer Abzweigung zur Talstation der San-Salvatore-Bahn) und nach Molino Nuovo.
Die zum Betrieb der Bahn erforderliche Energie wurde von einem Wasserkraftwerk in Maroggia geliefert, das auch die Stadt Lugano und die San-Salvatore-Bahn mit Strom versorgte. Im Gegensatz zu Gleichstrombahnen konnte dank dem Drehstrombetrieb auf ein damals noch mit Personal besetztes Unterwerk verzichtet werden. Eine Transformatorenstation verringerte die Spannung der Übertragungsleitung von 5000 Volt auf die Fahrleitungsspannung von 400 Volt. An den Ausweiche- und Abzweigungsstellen verzweigte sich die zweipolige Fahrleitung in vier Drähte. Da keine Fahrleitungsweichen vorhanden waren, hielten die Triebwagen an, um die beiden Trolleystromabnehmer manuell umzulegen.

### Weitere Entwicklung

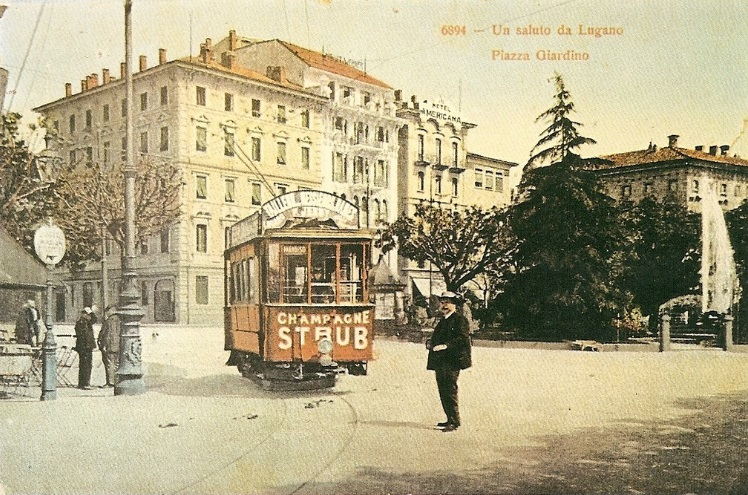
Drehstromtram an der Piazza Giardino

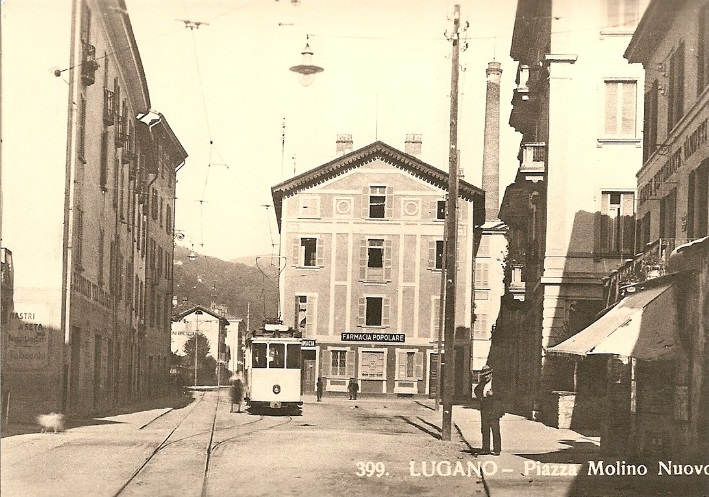
Tram in der Ausweichstelle Piazza Molino Nuovo um 1940

Ein Jahr nach der Betriebseröffnung änderte die Gesellschaft ihren Namen in Tramvie Elettriche Luganesi (TEL). Wegen der guten Verkehrsergebnisse wurde das Netz nach und nach erweitert: Im Jahr 1905 wurde die Linie von Molino Nuovo zum Friedhof verlängert und 1910 eine vierte Linie von der Piazza Giardino zum Bahnhof Lugano in Betrieb genommen.

Das seit der Betriebseröffnung verwendete Drehstromsystem 400 Volt 40 Hertz mit zweipoliger Fahrleitung konnte seine Vorteile beim Strassenbahnbetrieb mit den kurzen Strecken und häufigen Zwischenhalten nicht ausspielen. 1910 wurde das Drehstromsystem durch 1000 Volt Gleichspannung mit einpoliger Fahrleitung ersetzt. Das Tram hatte somit die gleiche Spannung wie die mit ihm verbundenen Überlandbahnen Lugano-Cadro-Dino-Bahn (LCD), Lugano-Tesserete-Bahn (LT) und Lugano-Ponte-Tresa-Bahn (FLP). Die Umstellung auf Gleichstrom machte die Anschaffung von neuem Rollmaterial notwendig. Die Umelektrifizierung und die Netzerweiterung führten zu neuen Zinslasten, die für einen sprunghaften Anstieg der Betriebskosten verantwortlich waren. Mit dem Kriegsausbruch 1914 wurde die finanzielle Lage prekär und der Betrieb defizitär. Am 1. Juli 1918 ging die TEL durch Verkauf in den städtischen Betrieb Tramvie Comunali di Lugano (TCL) über, wobei die Stadt Lugano die Defizite ausglich.

Im Jahr 1927 wurde die Linie vom Bahnhof Lugano nach Besso verlängert, womit das Strassenbahnnetz seine grösste Ausdehnung erreichte. Am 1. Januar 1945 änderte die TCL ihren Namen in Azienda comunale del traffico Lugano (ACT).

### Betriebseinstellung
Ab 1954 wurde das  Strassenbahnnetz schrittweise verkürzt und durch den Trolleybus Lugano ersetzt. Die für Trolleybusse ungewöhnliche Fahrleitungsspannung von 1000 Volt wurde von der Strassenbahn übernommen, was die Betriebsumstellung erleichterte. Am 12. Dezember 1959 wurde der Trambetrieb schliesslich ganz eingestellt, um Raum für den motorisierten Strassenverkehr zu schaffen.

### Zukunftsperspektiven
In jüngerer Zeit flammten in Lugano Diskussionen auf, ein neues städtisches Schienennetz aufzubauen, um dem zunehmend überbordenden Strassenverkehr entgegenzuwirken. Geplant ist ein Tunnel zwischen dem Stadtzentrum und Bioggio in der Vedeggio-Ebene mit einer Haltestelle unter dem Bahnhof Lugano. Von Bioggio aus führen Streckenäste über den Flughafen nach Ponte Tresa (auf der bestehenden FLP-Strecke) und nach Manno. Der Baubeginn soll 2020 und die Eröffnung 2027 erfolgen. Für das Projekt wurden im April 2017 240 Millionen Franken an Bundesgeldern zugesichert. Weitere Ausbauschritte sollen Strecken nach Lamone, Lugano-Cornaredo und in die Scairolo-Ebene umfassen.

## Netz
Bei seiner grössten Ausdehnung bestand das Netz aus vier Linien mit einer Gesamtlänge von 7,484 Kilometern:
- 1 Piazza Giardino–Paradiso/San-Salvatore-Bahn
- 2 Piazza Giardino–Cassarate
- 3 Piazza Giardino–Molino Nuovo–Cimitero (Friedhof)
- 4 Piazza Giardino–Bahnhof Lugano (Stazione FFS)–Besso

Das Netz war eingleisig und meterspurig. Der minimale Kurvenradius betrug zunächst nur 15 Meter und die maximale Steigung 60 ‰. Nach der Übernahme des Betriebs durch die Stadt Lugano wurde der minimale Kurvenradius auf 20 Meter vergrössert, aber die neue Linie zum Bahnhof enthielt Steigungen bis zu 93 ‰.

## Fahrzeuge

### Ce 1/2

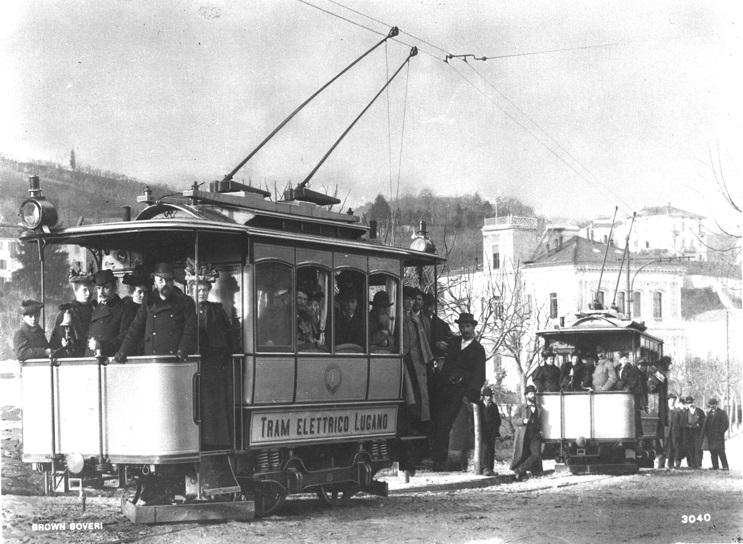
Drehstromtriebwagen Ce 1/2

Der Fahrzeugpark bestand bei der Betriebseröffnung aus vier 24-plätzigen Triebwagen Ce 1/2 1–4, von denen einer als Reserve diente. Der elektrische Teil stammte von BBC, den mechanischen Teil lieferte Herbrand. Jeder Wagen besass einen einzigen Drehstrommotor mit 20 PS Leistung. Die Fahrgeschwindigkeit betrug 15 km/h. Wie bei Drehstrom üblich, ging der Fahrmotor bei Überschreitung der festen Fahrgeschwindigkeit selbständig in den Rekuperationsbremsbetrieb über. Zum Anfahren diente ein zum Fahrmotor-Rotor in Serie geschalteter regelbarer Widerstand, der unter dem Wagenboden eingebaut war.
Wegen Verkehrszunahme wurden in den Jahren 1900 und 1907 je ein Triebwagen nachbeschafft.
Mit der Umstellung des Stromsystems auf 1000 Volt Gleichstrom wurden die Triebwagen aus dem Verkehr gezogen. 1913 gelangte der Wagen 2 zur Lugano-Cadro-Dino-Bahn (LCD), die ihn für Gleichstrombetrieb umbaute und als Ce 2/2 5 auf ihrem Strassenbahnabschnitt vom Stadtzentrum nach La Santa einsetzte. 1951 wurde das Fahrzeug ausrangiert.

### Ce 2/2

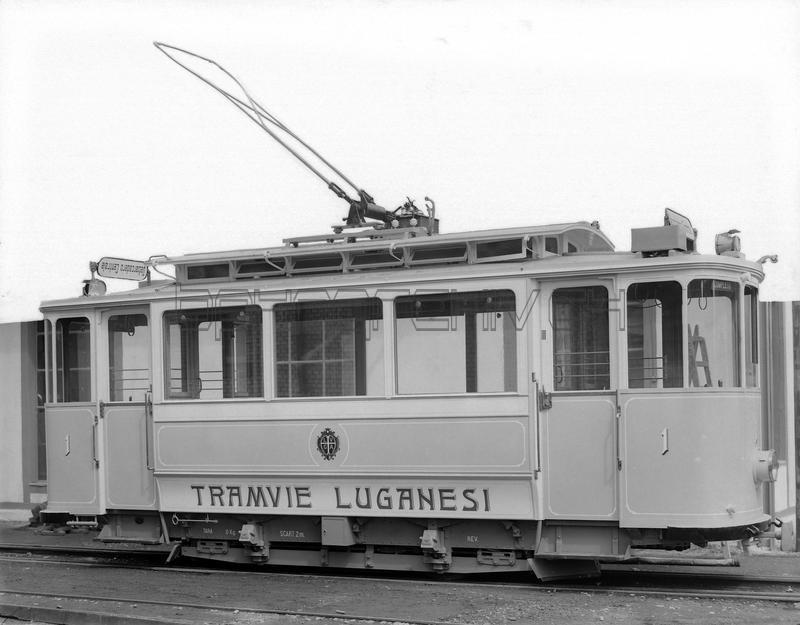
Werkaufnahme des Ce 2/2 1

Mit der Umstellung des Drehstromnetzes auf Gleichstrom wurden die vier Triebwagen Ce 1/2 durch zwölf neue Triebwagen Ce 2/2 1–12 ersetzt.
Der elektrische Teil stammte von Alioth in Münchenstein und der mechanische wiederum von der Wagonsfabrik Schlieren. Die Wagen 1 bis 3 wiesen eine etwas grössere Leistung auf und wurden auf der Steilstrecke im Zuge der Linie 4 zum Bahnhof eingesetzt.
Mit der Abschaffung der dritten Wagenklasse erhielten die Wagen die Bezeichnung Be 2/2.
Nach der Auflösung des Strassenbahnbetriebs wurde Wagen 3 der Lugano-Ponte-Tresa-Bahn verkauft, die ihn bis 1970 als Dienstfahrzeug verwendete. Wagen 4 wurde von der Lugano-Cadro-Dino-Bahn übernommen, die ihn auf dem Strassenbahnteilstück vom Zentrum nach La Santa einsetzte.

## Strassenbahnbetrieb der LCD

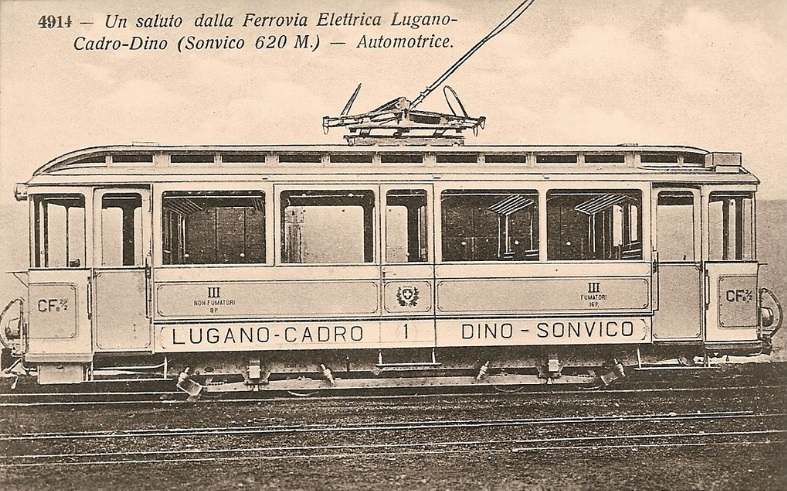
Triebwagen CFe 2/2 Nr. 1 der Lugano-Cadro-Dino-Bahn

Im Jahr 1911 nahm die Lugano-Cadro-Dino-Bahn (LCD) den Betrieb von der Piazza Manzoni am Ufer des Luganersees nach Dino auf. Seit der Betriebseröffnung betrieb die LCD den in der Stadt gelegenen zwei Kilometer langen Abschnitt ihrer Strecke nach La Santa als Strassenbahn. Die Strassenbahnzüge verkehrten zusätzlich zu den Regionalzügen im 15-Minuten-Takt. 1964 wurde der Trambetrieb der LCD eingestellt und durch eine Autobuslinie ersetzt.